# Brina Kessel
Brina Cattell Kessel (* 20. November 1925 in Ithaca, New York; † 1. März 2016 in Fairbanks, Alaska) war eine US-amerikanische Ornithologin und Pädagogin, die sich 55 Jahre der Avifauna Alaskas widmete.

## Leben
Kessel war eines von fünf Kindern von Marcel Hartwig und Quinta Kessel, geborene Cattell. Von 1945 bis 1947 war sie studentische Lehrassistentin an der Cornell University. 1946 war sie studentische Assistentin im Patuxent Research Refuge des United States Fish and Wildlife Service. 1947 erlangte sie den Bachelor of Science an der Cornell University. Von 1947 bis 1948 sowie von 1949 bis 1951 war sie wissenschaftliche Hilfskraft und im Sommer 1951 war sie Dozentin für Biowissenschaften an der University of Alaska Fairbanks. 1949 erwarb sie den Master of Science an der University of Wisconsin–Madison. 1951 wurde sie mit der Dissertation Investigations on the life history and management of the European starling (Sturnus vulgaris vulgaris L.) in North America unter der Leitung von Arthur A. Allen zum Ph.D. an der Cornell University promoviert. Von 1951 bis 1954 war sie Assistenzprofessorin in Biowissenschaften, von 1954 bis 1959 war außerordentliche Professorin und von 1959 bis 1996 war sie Professorin für Zoologie an der University of Alaska Fairbanks.
Von 1957 bis 1966 leitete die Abteilung für Biowissenschaften und von 1961 bis 1972 war sie Dekanin am College of Biological Sciences and Renewable Resources. Von 1972 bis 1990 war sie Kuratorin der Sammlung für Landwirbeltiere und von 1990 bis 1995 Kuratorin der ornithologischen Sammlung des Museum of the North der University of Alaska. Von 1973 bis 1980 war sie Verwaltungsbeauftragte für die Bachelor-Studiengänge und Graduierten-Studiengänge sowie Leiterin der akademischen Beratung im Büro des Kanzlers. Von 1996 bis 1999 forschte sie an der University of Alaska Fairbanks, bis sie als emeritierte Professorin, Dekanin und Kuratorin in den Ruhestand ging.
Von 1959 bis 1963 war sie Projektleiterin an der University of Alaska Fairbanks, wo sie im Rahmen der Operation Chariot der United States Atomic Energy Commission (AEC), ökologische Forschung betrieb. Von 1976 bis 1981 folgten ornithologische Studien an der nordwestlichen Trans-Alaska-Pipeline. Von 1980 bis 1983 wirkte sie am Susitna Hydroelectric Project mit.
Kessel war Autorin von Fachartikeln, z. B. für die Enzyklopädie Birds of North America, Monographien und Büchern, darunter Birds of the Colville River, northern Alaska (1958), Birds of the North Gulf Coast-Prince William Sound Region, Alaska (1973), Status and Distribution of Alaska Birds - Studies in Avian Biology No. 1 (1978), Birds of the Seward Peninsula, Alaska (1989) und Habitat Characteristics of Some Passerine Birds in Western North American Taiga (1998).
Kessel war Mitglied der American Ornithologists’ Union, wo sie 1977 Vizepräsidentin, von 1990 bis 1992 designierte Präsidentin (president elect) und 1992 bis 1994 Präsidentin war. Zudem war sie Fellow der American Association for the Advancement of Science sowie Mitglied der Cooper Ornithological Society, der Society for Northwestern Vertebrate Biology, der Pacific Seabird Group, der Association of Field Ornithologists, bei Sigma Xi, bei Phi Kappa Phi sowie bei Sigma Delta Epsilon. 1978 wurde sie zum Mitglied des Arctic Institute of North America der University of Calgary gewählt.
2018 stiftete die American Ornithologists’ Union (heute American Ornithological Society) den Brina C. Kessel Award, der für herausragende Artikel in der Zeitschrift Ornithology (früher The Auk) vergeben wird.
Kessel war ab 1957 mit Raymond B. Roof verheiratet, der 1968 starb. Er war Fakultätsmitglied der University of Alaska sowie Konstrukteur am Geophysikalischen Institut der Universität.